# 黑塞哥-波斯尼亚克罗地亚共和国
黑塞哥-波斯尼亚克罗地亚共和国，通稱克族共和國，是1993年克羅埃西亞人在波士尼亞戰爭中建立的共和國，1994年由於與波士尼亞的波斯尼亚族簽署華盛頓條約併入波士尼亞與赫塞哥維納聯邦。波士尼亞與赫塞哥維納聯邦與塞族共和國是組成现今波士尼亞與赫塞哥維納的兩個政治實體。

## 建立
波士尼亞戰爭可以分為三個階段，第一個階段當中，波士尼亞的民兵要對抗的是當時駐在波士尼亞的南斯拉夫人民軍，使人民軍撤離波士尼亞。
1992年5月，戰爭轉變到第二階段，在這個階段當中，波士尼亞的克羅埃西亞族與波士尼亞族聯合對抗波士尼亞的塞爾維亞族。這些塞族在1月宣布成立“波斯尼亚和黑塞哥维那塞族共和國”，8月又更名為塞族共和國。塞裔藉其優勢，將原先佔有55%的土地擴張到約70%左右。之後，塞族的戰鬥的目標轉向波士尼亞東北部，他們計畫在该區域建立一條連接塞爾維亞本土與塞爾維亞克拉伊納共和國地區的走廊，並在1992年10月達成這項計畫。
1993年春天，戰爭轉換到第三個階段。為了爭奪領地以及莫斯塔爾市的所有權，原先合作對抗塞族的克族及波族之間爆發了戰爭。克族想要以莫斯塔爾做為國家的首都，他們稱這個國家為「黑塞哥-波斯尼亞共和國」有別於穆斯林的「波斯尼亞和黑塞哥維那共和國」。

## 合併
這樣的局勢維持了一段時間，在這段期間內產生了一些以民族主義觀點來看非常弔詭的事情。克裔為了躲避穆斯林的攻擊，躲到塞裔的陣地後面，而塞裔後來還護送他們安全回到自己的地區。這時候，塞裔主要是在持續對波斯尼亞克人所屬的塞拉耶佛政府施壓，並且鞏固他們已經佔有的地區。直到1994年3月，簽屬了華盛頓協議，局勢才開始又有所轉變。這項協議在波士尼亞建立一個由穆斯林與克裔組成的波士尼亞與赫塞哥維納聯邦，克裔與穆斯林再度站在同一陣線。